# Zofia Posmysz

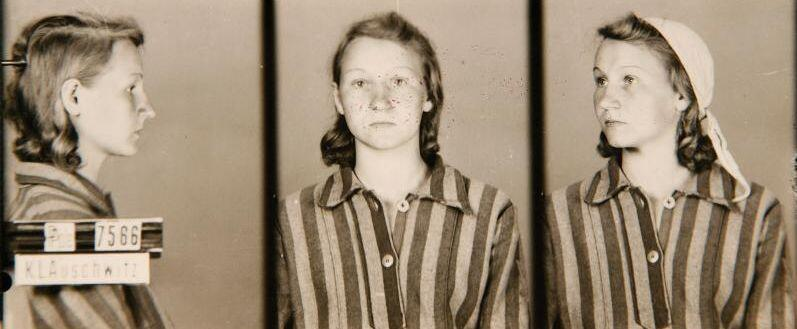
Zofia Posmysz jako więźniarka nr 7566 KL Auschwitz

Zofia Stefania Posmysz-Piasecka (ur. 23 sierpnia 1923 w Krakowie, zm. 8 sierpnia 2022 w Oświęcimiu) – polska pisarka i scenarzystka, Dama Orderu Orła Białego.

## Życiorys
Urodziła się w Krakowie, wychowała w Prokocimiu, w rodzinie kolejarza. W czasie II wojny światowej w 1942 została uwięziona w niemieckim obozie koncentracyjnym Auschwitz (gdzie padła ofiarą eksperymentów pseudomedycznych). W styczniu 1945 była uczestniczką marszu śmierci z obozu Auschwitz do Wodzisławia Śląskiego. Następnie przetransportowana została do Ravensbrück i Neustadt-Glewe. Po zakończeniu wojny przeniosła się do Warszawy. W 1945 zadebiutowała literacko wspomnieniami Znam katów z Belsen... W 1952 ukończyła polonistykę na Uniwersytecie Warszawskim. Pracowała m.in. w gazecie „Głos Ludu” jako korektorka oraz w Polskim Radiu, współtworząc od 1960 powieść radiową W Jezioranach.
Rozgłos przyniosło jej słuchowisko radiowe Pasażerka z kabiny 45, na motywach którego powstał film Pasażerka w reżyserii Andrzeja Munka, a następnie książka pod tym samym tytułem wydana w 1962. Reżyser filmu zginął w trakcie jego kręcenia w 1961, obraz dokończyli jego współpracownicy (głównie Witold Lesiewicz), wszedł na ekrany w 1963. W 2010 na deskach Teatru Wielkiego miała miejsce premiera opery Pasażerka skomponowanej przez Mieczysława Wajnberga, a której libretto zostało oparte na książce pisarki.
Jej powieści i opowiadania przetłumaczono na języki obce: angielski, bułgarski, czeski, japoński, kazachski, litewski, łotewski, niemiecki, rosyjski, rumuński, słowacki, ukraiński i węgierski.
Wyszła za mąż za Jana Piaseckiego (zm. 1985), który pracował z nią w Polskim Radiu. Nie mieli dzieci.
Zofia Stefania Posmysz-Piasecka 24 stycznia 2020 otrzymała najwyższe odznaczenie państwowe – Order Orła Białego.
Zmarła w Oświęcimiu, w miejscowym hospicjum. Po ceremonii w kościele Matki Bożej Wspomożenia Wiernych w Oświęcimiu Zofia Posmysz została pochowana na cmentarzu komunalnym w tej miejscowości.
Osobie Zofii Posmysz został poświęcony film dokumentalny Grzegorza Gajewskiego pt. Szrajberka z Auschwitz (2016).

## Twórczość
Akcja jej najbardziej znanej powieści, jaką jest Pasażerka, została osadzona na luksusowym transatlantyku, którym z Hamburga do Rio de Janeiro płyną Liza i Walter Kretschmerowie w celu objęcia posady w ambasadzie zachodnioniemieckiej w Brazylii. Idyllę wyjazdu burzy rozpoznanie przez Lizę byłej więźniarki obozu Auschwitz – Marty.
Posmysz temat obozów podjęła również w Wakacjach nad Adriatykiem, historii o obozowej przyjaźni dwóch więźniarek, Ptaszki i Sekretarki. Każda z nich na inny sposób odbierała rzeczywistość obozowego życia i inaczej odnosiła się do kwestii przetrwania. Narracja tej książki prowadzona jest z punktu widzenia Sekretarki, natomiast akcja dzieje się kilkanaście lat po wojnie nad Morzem Adriatyckim, gdzie Sekretarka spędza wakacje, jednakże wciąż nie może zapomnieć o obozowych doświadczeniach.
W Chrystusie oświęcimskim autorka opisuje losy obozowego talizmanu – medalika wytworzonego w warsztatach obozu Auschwitz i ofiarowanego jej przez kpt. Tadeusza Paolone, ps. Lisowski, który zginął za udział w obozowej konspiracji.
Część jej powieści została zainspirowana reportażami radiowymi, nad którymi pracowała w Polskim Radiu. W Mikroklimacie przedstawiła historię doktorantki zderzonej z realiami pegeerowskiej wsi, natomiast w Cenie losy lekarki chcącej odciąć się od swoich wiejskich korzeni, co miało wpłynąć na jej życie rodzinne.
Królestwo za mgłą to wywiad rzeka, w którym Zofia Posmysz mówi o swoich obozowych doświadczeniach. „Pisarka detalicznie opisuje grozę Auschwitz, nie szczędzi opisów rozlatującej się fizjologii więźniów i sadyzmu obozowych kapo”.
- Znam katów z Belsen… (1945)
- Pasażerka (Czytelnik 1962, 1964, 1971, 1980; Krajowa Agencja Wydawnicza 1988; Wydawnictwo Axis Mundi 2010)
- Przystanek w lesie (Czytelnik 1965, zbiór opowiadań)
- Cierpkie głogi (1966, scenariusz, zekranizowana w 1966 przez Janusza Wejcherta)
- Mały (1970, scenariusz, zekranizowany w 1970 przez Juliana Dziedzinę)
- Wakacje nad Adriatykiem (Czytelnik 1970, 1980; Państwowe Muzeum Auschwitz-Birkenau 2004; Znak Litera Nova 2017)
- Mikroklimat (Książka i Wiedza 1975)
- Drzewo do drzewa podobne (Wydawnictwa Radia i Telewizji 1977)
- Miejsce na ścianie (Wydawnictwa Radia i Telewizji 1977)
- Cena (Ludowa Spółdzielnia Wydawnicza 1978)
- Człowiek spod kaloryfera (Wydawnictwa Radia i Telewizji 1980)
- Ten sam doktor M. (Iskry 1981)
- Wdowa i kochankowie (Czytelnik 1988)
- Do wolności, do śmierci, do życia (Von Borowiecky 1996)
- Chrystus oświęcimski (Fundacja na rzecz Międzynarodowego Domu Spotkań Młodzieży 2011, 2014)
- Królestwo za mgłą. Z autorką Pasażerki rozmawia Michał Wójcik (Znak, Litera Nova 2017, ISBN 978-83-240-3727-8)
- Jeszcze słychać gwizd parowozu… (Wieczorek Literacki 2019, ISBN 978-83-954017-0-1)
- Czy to temat? Dramaty (Instytut Badań Literackich PAN 2020, ISBN 978-83-66448-10-0)

### Ekranizacje
- 1963 – Pasażerka[1][5]
- 1970 – Mały[1][11]

## Nagrody i odznaczenia
- 1955 – Srebrny Krzyż Zasługi[12][13]
- Odznaka „Zasłużony Działacz Kultury”[13]
- 1964 – Krzyż Kawalerski Orderu Odrodzenia Polski[13]
- 1970 – Krzyż Oficerski Orderu Odrodzenia Polski[13]
- 1975 – Medal 30-lecia Polski Ludowej[13]
- 1976 – Nagroda Komitetu ds. Radia i Telewizji za osiągnięcia autorskie w dziedzinie słuchowisk
- 2007 – Nagroda im. Witolda Hulewicza[14]
- 2008 – Nagroda Ministra Kultury „za wybitne osiągnięcia w krzewieniu kultury polskiej”
- 2010 – Nagroda na Festspiele w Bregencji na premierze opery Pasażerka
- 2012 – Wielki Krzyż Zasługi na Wstędze Orderu Zasługi RFN
- 2013 – Złoty Medal „Zasłużony Kulturze Gloria Artis”
- 2013 – Totus 2013[15]
- 2014 – odsłoniła swoją płytę w oświęcimskiej Alei Pisarzy przy Miejskiej Bibliotece Publicznej w Oświęcimiu[16].
- 2015 – Nagroda DIALOGU (Dialog-Preis)[17]
- 2020 – Order Orła Białego[18][6] „w uznaniu znamienitych zasług w upowszechnianiu wiedzy o Holokauście i martyrologii Polaków, więźniów niemieckich obozów koncentracyjnych w czasach II wojny światowej, za przekazywanie świadectwa prawdy o Zagładzie poprzez działalność artystyczną i twórczą”